# Pachistopelma rufonigrum
Pachistopelma rufonigrum är en spindelart som beskrevs av Pocock 1901. Pachistopelma rufonigrum ingår i släktet Pachistopelma och familjen fågelspindlar. Inga underarter finns listade i Catalogue of Life.